# Iosif Grigulevič
Iosif Romual'dovič Grigulevič (in russo: Иосиф Ромуальдович Григулевич; Vilnius, 5 maggio 1913 – 2 giugno 1988) è stato un agente segreto sovietico operante negli anni trenta e quaranta con l'obiettivo dell'assassinio dei leader di sinistra non fedeli a Stalin.

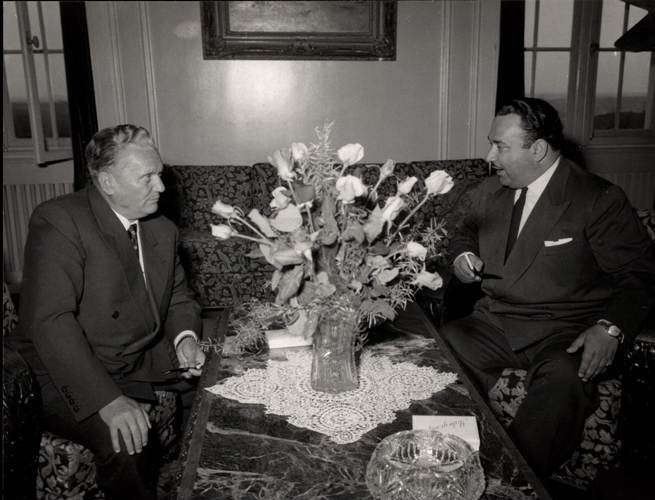

Sotto la falsa identità di Teodoro B. Castro, un ricco costaricano espatriato a Roma, Grigulevič servì come ambasciatore della Repubblica di Costa Rica per Italia e Jugoslavia (1952-1954), senza una legale immunità diplomatica. La sua missione per assassinare il leader jugoslavo Tito fu interrotta per la morte dello stesso Stalin (1953), dopo la quale Grigulevič risiedette a Mosca, dove lavorò come esperto di storia dell'America Latina e della Chiesa cattolica. Fu un membro dell'Accademia russa delle scienze, capo-editore della rivista Obščestvennye nauki i sovremennost ("Scienze sociali oggi") e pubblicò diversi libri ed articoli su temi riguardanti l'America Latina.

## Famiglia e formazione
Grigulevič nacque a Vilnius, capitale dell'odierna Lituania, da una famiglia di Karaiti. I suoi genitori migrarono presto in Argentina, ma suo padre fece del suo meglio per potersi permettere di mandarlo a studiare in Europa. In realtà alcune fonti russe sostengono che solo suo padre si trasferì in Argentina e che Iosif e la madre rimasero in Polonia dove si unirono al Partito Comunista Polacco e conobbero Edward Gierek, fino al trasferimento in Sudamerica solo nel 1934. Tuttavia nel 1933 studiò per un breve periodo alla Sorbona. Fu reclutato dall'NKVD e si dimostrò dotato per le lingue, tanto che padroneggiò presto inglese, spagnolo, francese e russo.

## Agente segreto
Sul finire degli anni trenta fu inviato in Spagna, per monitorare le attività del POUM, durante la Guerra civile spagnola. Grigulevič lavorò per il NKVD sotto il generale Aleksandr Michajlovič Orlov, con il nome in codice Maks e Felipe, e organizzò l'uccisione di trotskisti come il leader del POUM Andrés Nin. È possibile che in questa missione abbia collaborato con Vittorio Vidali, conosciuto con il nome spagnolo di "Comandante Carlos Contreras".
Richiamato a Mosca nel 1938, partì per il Messico nel gennaio 1940, con il nome in codice Yuzec, per prendere parte al primo attentato fallito alla vita di Lev Trockij, sempre in collaborazione con Vittorio Vidali. Più tardi sarà trasferito in Argentina (sotto il nome in codice Artur), dove rimase durante la Seconda guerra mondiale e organizzò sabotaggi anti-nazisti. Sposò una donna messicana, Laura Araujo Aguilar, anch'ella agente segreto russo, operante sotto il nome in codice di Luiza.

## Diplomatico della Costa Rica
Nel 1949, con l'aiuto di Joaquín Gutiérrez, uno scrittore ed ex-diplomatico della Costa Rica con simpatie comuniste, Grigulevič si procurò un falso passaporto che lo identificava come Teodoro Castro Bonnefil, e si trasferì a Roma. Egli finse di essere il figlio illegittimo di un ricco produttore di caffè costaricano e si fece chiamare Teodoro B. Castro (con l'iniziale al centro in "stile americano"). Stabilì con successo un'attività di import-export a Roma prendendo contatti personali con figure e prelati della Chiesa cattolica, e conquistò la fiducia dell'ex presidente della Costa Rica José Figueres Ferrer, tanto da diventare, nel 1951, incaricato d'affari dell'ambasciata costaricana a Roma, servendo anche come consigliere della delegazione della Costa Rica presso la sesta sessione dell'Assemblea Generale delle Nazioni Unite a Parigi.
Nel 1952 ottenne l'incarico di ambasciatore per Italia e Jugoslavia. Allo stesso tempo gli fu segretamente garantita la cittadinanza sovietica e l'appartenenza al Partito Comunista dell'Unione Sovietica. Nello stesso anno i servizi di intelligence sovietici assegnarono a Grigulevič l'obiettivo di assassinare il leader jugoslavo Josip Broz Tito, che aveva rotto i rapporti con Stalin nel 1948. Come ambasciatore della Costa Rica, Grigulevič ebbe vari incontri con il maresciallo in molte occasioni, ma la morte di Stalin nel marzo 1953 interruppe i suoi piani e lo stesso Grigulevič fu richiamato a Mosca; ciò segnò la fine della sua carriera di agente segreto.
L'improvvisa scomparsa dell'ambasciatore della Costa Rica a Roma, insieme alla moglie e alla figlia, creò agitazione e nei circoli diplomatici girarono voci su un coinvolgimento della mafia. I dettagli sul ruolo di Grigulevič come agente segreto furono chiarificati solo dopo la dissoluzione dell'Unione Sovietica e la pubblicazione del cosiddetto Archivio Mitrokhin.